# 罗伯特·威廉·威尔考克斯

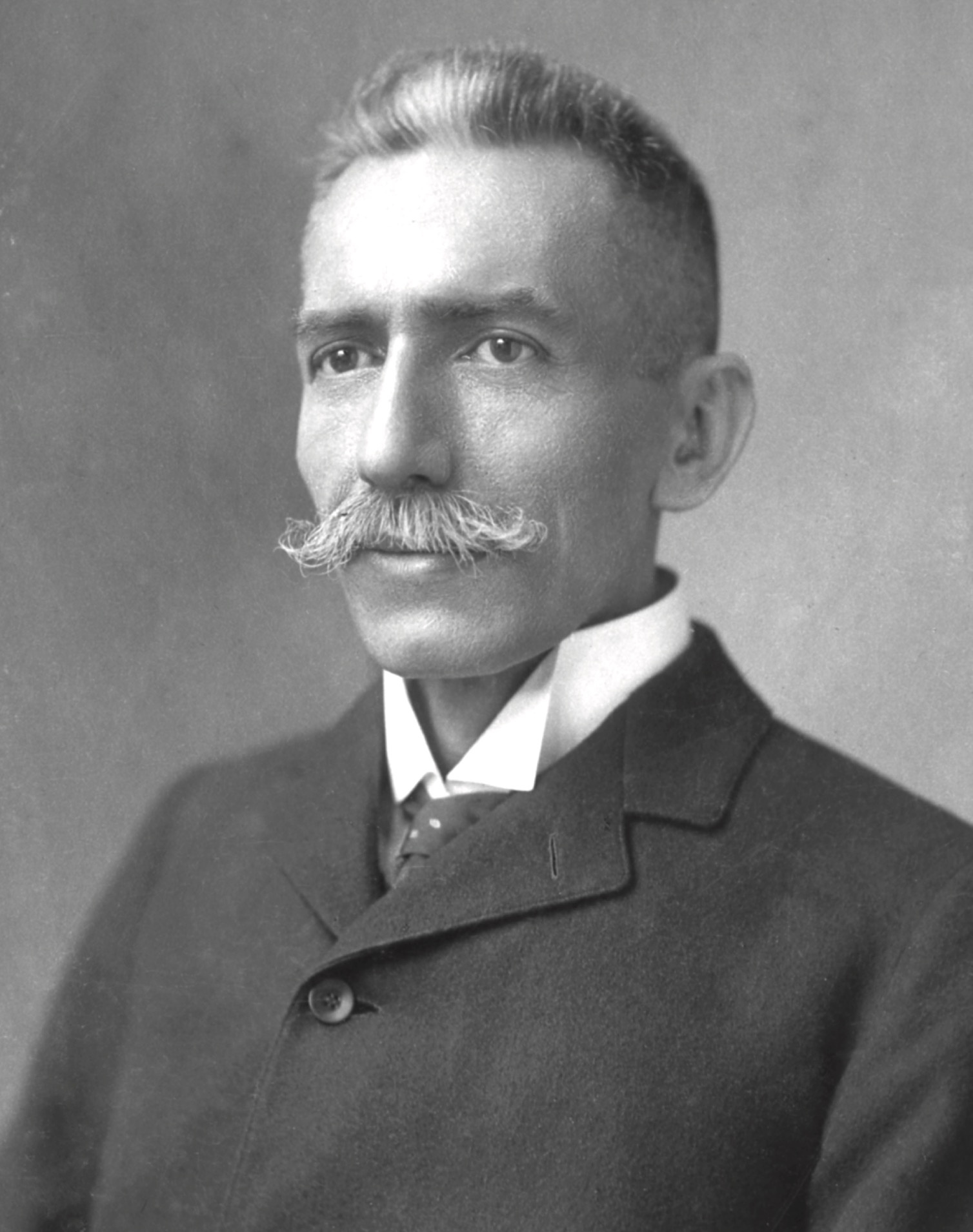
威爾考克斯

羅伯特·威廉·卡拉尼夏波·威爾考克斯（Robert William Kalanihiapo Wilcox，1855年2月15日—1903年10月23日），綽號「夏威夷鐵公爵」，是夏威夷王國和夏威夷共和國時期的一位軍事首領和政治家。在夏威夷王國末期和夏威夷共和國時期，他曾參與三次政變，成為夏威夷統治者的巨大威脅。夏威夷被美國兼併後，威爾考克斯成為夏威夷准州的代表，進入美國議會。

## 教育
威爾考克斯於1855年出生於茂伊島，其父威廉·斯洛庫·威爾考克斯（William Slocum Wilcox，1814－1910）是美國人，出生於羅德島州紐波特地區。其母名為卡魯阿·馬科勒歐卡拉尼（Kalua Makoleokalani，1836－1865），是約於1700年統治茂伊島的君主考拉赫阿二世（Kaulahea II）的後代。 年幼時，他的父母將他送往馬卡瓦歐鎮（Makawao）的哈勒阿卡拉寄宿學校（Haleakala Boarding School）。畢業後，威爾考克斯成為茂伊島鄉下的一名教師。1880年，威爾考克斯代表懷盧庫及其附近的茂伊島小鎮，進入檀香山的立法院任職。

## 軍事生涯
1881年，威爾考克斯同其他兩名夏威夷人一起被派往義大利杜林，就學於皇家軍事學院。1885年完成學業之後，獲得陸軍炮兵少尉軍銜。因其對炮兵運用自如，威爾考克斯被送往皇家實用學校，成為一名機械炮兵軍官。

### 策劃1888年政變
1887年，革新黨（the Reform Party，後改名為「夏威夷共和黨（Hawaii Republican Party）」）上臺，脅迫國王大衛·卡拉卡瓦簽署了《刺刀憲法》（Bayonet Constitution）。在這部憲法中，國王的許多政治權力被剝奪，王國的大筆收入被挪作選舉經費，並且僅允許富有的夏威夷人、美國人和歐洲人參加投票。革新黨內閣還廢除了公費留學的制度。1887年8月29日，威爾考克斯收到了回國的命令，並于同年10月歸國。在查理·B·威爾遜（Charles B. Wilson）的資助下，威爾考克斯開始了土地測量員的生涯，但不久就辭職了。威爾考克斯與查理·威爾遜及山姆·諾雷恩（Sam Nowlein）合謀，策劃發動政變，推翻卡拉卡瓦國王，擁立其妹利留卡拉尼，但其陰謀並未付諸實踐。1888年2月11日，威爾考克斯前往美國舊金山，計畫與他的妻子一同回義大利去。

### 1889年叛亂
然而後來威爾考克斯並沒有回到義大利，而是在舊金山安頓下來，成為一名土地測量員。其妻則以教授法語和義大利語為生。1889年春，當他計畫回到夏威夷時，他的妻子吉納拒絕隨同前往，並帶著女兒回到了義大利。
威爾考克斯最終還是回到了夏威夷，著手進行一場政變。1889年7月30日，威爾考克斯發動政變，試圖強迫卡拉卡瓦國王修改憲法。然而國王已經明顯地預感到了這個陰謀，擔心叛軍會廢黜他而擁立利留卡拉尼，因此事先逃離了宮殿。威爾考克斯被迫面對檀香山步槍隊（Honululu Rifles）的鎮壓。一場對陣戰之後，威爾考克斯投降了。威爾考克斯被控以叛國罪，但隨後被判無罪。
1890年至1894年期間，威爾考克斯再次進入王家的立法院任職。

### 推翻夏威夷王國
1891年，卡拉卡瓦國王病逝，其妹利留卡拉尼繼位。1892年的選舉之中，僅有14000人被允許進行投票。這引起了民眾的不滿，紛紛上請願書要求廢除憲法，重新制定憲法。在1月17日修憲之前，安全委員會（Committee of Safety）號召檀香山步槍隊為內戰作準備。威爾考克斯則以政治家兼上校的身份，為他的炮兵隊徵募新兵，同時命令十二支王家衛隊武裝起來以對抗女王。在內戰一觸即發的時刻，女王不想看到夏威夷的內戰，主動放棄了王位，因此平息了這場衝突。

### 1895年叛亂
在1893年夏威夷君主制被推翻之後，威爾考克斯轉而走向支持女王，反對新成立的夏威夷共和國。威爾考克斯陰謀復辟君主制，其他同謀者為原王家衛隊首領山姆·諾雷恩、曆仕卡拉卡瓦和利留卡拉尼兩朝的王家顧問查理·T·古力克（Charles T. Gulick），以及擁有英國血統的種糖商人威廉·H·理查（William H. Rickard）。威爾考克斯率保王黨人，於1895年1月6日至7日在戴爾蒙黑（Diamond Head）發生激戰（主要戰場），7日於摩伊利利（Mōʻiliʻili）交戰，9日又於馬諾阿（Mānoa）發生軍事衝突。傷亡人員並不多，只有島上著名的卡特家族的一員，名為C.L.Carter的人被殺。保王黨叛軍迅速被擊潰，威爾考克斯在四處躲藏幾天之後被抓獲。其他保王黨要員於1月16日前陸續被捕。利留卡拉尼女王被華盛頓方面拘禁，引渡回夏威夷，囚於伊奧拉尼宮中。威爾考克斯再次被控犯有叛國罪，判處死刑。但桑福德·多爾總統赦免了他。

## 議員生涯
1898年，美國通過紐蘭茲決議（Newlands Resolution）兼併了夏威夷。1900年4月30日，美國通過了《夏威夷組織法》（Hawaiian Organic Act），規定夏威夷准州在美國議會中擁有一個議會代表的席位。威爾考克斯在競選中勝利，成為議會代表。當選後，威爾考克斯協助夏威夷各個反對美國兼併的政治俱樂部合併為「夏威夷獨立黨」（Hawaiian Independent Party，後更名為「夏威夷自治黨」（Home Rule Party of Hawaii）），宣導「人人平等」。他擔心夏威夷人被美國政府所忽略，希望利用在華盛頓的席位，使自己成為夏威夷人表達民族心聲的傳聲筒。1900年11月6日起，威爾考克斯成為美國議員。夏威夷自治黨解散之後，1902年夏威夷共和黨的庫西奧王子（Prince Jonah Kūhiō Kalanianaʻole）擊敗威爾考克斯，於1903年3月3日出任議員。
離開議會後，威爾考克斯於同年10月23日病逝，葬於檀香山天主教教堂墓地。
1993年，一尊威爾考克斯的青銅像在Fort Street Mall揭幕。這尊著名的青銅像至今依然豎立在檀香山城市商業區的威爾考克斯公園。

## 子女
威爾考克斯的第一任妻子吉納·威爾考克斯女男爵（Baronesa Gina Sobrero），是皮埃蒙特的洛倫佐·索布雷洛男爵（Baron Lorenzo Sobrero）與那波利公主維多利亞·科洛納·斯廷格雷諾（Victoria Colona Stigleano）的長女。威爾考克斯與吉納生有一女，在他們關係破裂之後不久夭折。其第二任妻子是卡美哈梅哈王朝的公主德蕾莎·歐瓦娜·考希勒拉尼·拉阿努伊（Theresa Owana Kaʻohelelani Laʻanui），
育有一子一女：羅伯特·卡拉尼庫普阿派卡拉尼努伊·威爾考克斯王子（Princess Virginia Kahoa Kaʻahumanu Kaihikapumahana）和維吉尼亞·卡霍阿·卡胡馬努·凱希卡普瑪哈娜·威爾考克斯公主（Princess Virginia Kahoa Kaʻahumanu Kaihikapumahana）。

## 腳註
1. ↑  . New York Times. October 25, 1903  [2010-01-04]. （原始内容存档于2016-03-04）.
2. ↑  . state archives digital collections. state of Hawaii.   [2009-11-17]. （原始内容存档于2012-03-06）.
3. ↑  Andrade Jr., Ernest. . University Press of Colorado. 1996. ISBN 0-87081-417-6.
4. ↑  Edith Kawelohea McKinzie, Ishmael W. Stagner (编). . University of Hawaii Press. 1986  [2010-01-22]. ISBN 978-0939154371. （原始内容存档于2020-06-13）.
5. ↑  . state archives digital collections. state of Hawaii.   [2010-01-04].

## 相關資料
- Andrade Jr., Ernest. . University Press of Colorado. 1996. ISBN 0870814176.

## 外部連結
- Robert William Wilcox （页面存档备份，存于） at Find A Grave
- . Biography from Hawaiʻi Royal Family web site. Keali'i Publishing. 2006  [2010-01-04]. （原始内容存档于2010-01-13）.
- Christopher Buyers. . Royal Ark web site.   [2010-01-04]. （原始内容存档于2021-01-26）.
- . Our Family History and Ancestry. Families of Old Hawaii.   [2010-01-04].[永久]
- Kenneth R. Conklin. . 2006  [2010-01-04]. （原始内容存档于2020-12-10）.